# Gelis brevis
Gelis brevis är en stekelart som först beskrevs av Bridgman 1883.  Gelis brevis ingår i släktet Gelis och familjen brokparasitsteklar. Inga underarter finns listade i Catalogue of Life.